# El beso del vampiro (telenovela)
El beso del Vampiro es una telenovela brasileña juvenil, producida por TV Globo y exhibida a las 7 de la noche, del 26 de agosto de 2002 al 3 de mayo de 2003, con un total de 215 capítulos. Escrita por Antônio Calmon con la colaboración de Álvaro Ramos, Eliane Garcia, Lílian Garcia, Maria Helena Nascimento, Elizabeth Jhin y Mauro Wilson, bajo la dirección de Marcos Paulo, Roberto Naar, Luiz Henrique Rios,Edgard Miranda y Paulo Silvestrini, dirección central de Marcos Paulo y dirección general de Roberto Naar y Marcos Paulo. Fue el primer trabajo infantil y juvenil que se mostró durante la noche.
Protagonizada por Flávia Alessandra, Kayky Brito y Marco Ricca, con la participación antagónica del primer actor  Tarcísio Meira como el villano principal de la trama y junto a él Cláudia Raia, Alexandre Borges, Júlia Lemmertz, Gabriel Braga Nunes, Deborah Secco y el primer actor Ney Latorraca, con las actuaciónes estelares de Guilherme Piva, Betty Gofman y los primeros actores Luis Gustavo, Eloísa  Mafalda, Zezé Motta y Glória Menezes y la actuación especial de Thiago Lacerda.

## Trama
En el lejano siglo XII en el Portugal Medieval, el duque Bóris Vladescu se enamora de la princesa Cecilia de Alencastro, prometida al conde Rogélio. Bóris, celoso de su amor, combate Rogélio delante de la princesa en el castillo y lo vence y lo mata, más tarde se mata a los padres y hermanos de Cecilia la cual al enterarse de la pérdida de su amado y de su familia se arroja de lo alto de la torre de su castillo.
Casi 800 años más tarde, Bóris tiene un hijo con María, una mujer Inglesa que muere en el parto. En el hospital de la ciudad de Maramures, Bóris para proteger a su hijo de su nefasta esposa Mina d' Montmatre, lo esconde por él conmutación con otro bebé - hijo de Livia y Bobby, las respectivas reencarnaciones de Cecilia y Rogélio, respectivamente. Pasan los años y su hijo, José Carlos a quien cariñosamente llaman Zeca crece como uno de los hijos de Livia. Su verdadero hijo, Renato fue dejado en un orfanato y se queda sin hogar, y también se hace amigo Zeca y sus hermanos Tete y Junior. Zeca vive como un normal chico normal hasta que sus instintos vampíricos se hacen más evidentes a la edad de 13. Boris es despertado de su sueño junto con Mina, en dicho sueño se le alerta que debe encontrar a su hijo Zeca lo más rápido posible porque Bóris necesita un heredero, o su extirpe se extinguira y Boris será considerado responsable, en este tenor la historia de hace 800 años se vuelve a repetir Bobby muere en accidente aéreo causado por Boris.
A la trama se le añaden otras historias como la del Delegado Augusto, un fiscal de distrito que pelea con Armando, porque quiere preservar un monumento histórico, mientras que Armando quiere demolerlo para construir un centro comercial. Augusto también tiene sentimientos por Lívia, pero ella sólo lo quiere como un buen amigo. Galileo es un cazador de vampiros torpe, pero de buen corazón cuyo linaje esta lleno de cazadores de vampiros famosos. Su hijo, Barto es mordido por una de las mucamas de  Mina  llamada Amélie. Galileo se enamora de Zoroastra, la madre de Livia, que es una bruja en secreto y para complicar las cosas la envidiosa, la lucha contra los vampiros locales. Martha, de Augusto hermana-en-ley, está cegado por un accidente de coche que mató Martha es mordida por Bóris lo cual la convierte en una más de su séquito de vampiros.
Bóris vienen a Maramures, bajo el nombre de Igor Pivomar (su apellido Pivomar es un anagrama de Vampiro, que es el portugués para el vampiro ), un empresario que es dueño de la concesión de licencias de todo lo relacionado con los vampiros. Él posee el cuerpo de Rodrigo, un hombre misterioso y solitario en busca de atención de Livia, iniciando una compleja batalla entre Bóris, Rodrigo y Augusto por el amor de Lívia. Durante su estancia en Maramures.
En medio de este conflicto, Lara, una mujer sensual y atractiva que no acepta que se queda de Rodrigo se convierte en enemigo de Livia. Ella es mordido y se convirtió en un vampiro por Boris segundo al mando de Victor Victorio, que en secreto traza para hacerse cargo de su posición en la sociedad vampírica. hijo de Boris, Zeca se convierte en un 'vampiro bueno' que nunca ataca a las personas y que se enamora de la hija de Augusto, Liz, y es tentado a morderla y por lo tanto la convertirá en un vampiro.
Mientras tanto, Lara se encuentra con el Conde Nosferatus y convertirse en su concubina, enfureciendo a su antiguo amante Víctor, que le dio. Galileo, que estaba tratando de vencer a Víctor, se infiltra en su dominio y estacas cuenta drácula, pensando que ha destruido Victor. Lara seduce y muerde a Armando, que se convierte en un vampiro.
Rodrigo desarrolla una relación con Mina, su impregnación con su hija, que crece rápidamente a la adolescencia. Ella es Pandora, una dhampir, mitad humano, mitad vampiro y todo el mundo piensa que ella es la hija de Boris, no de Rodrigo. Cerca del final de la serie, un maestro vampiro Nosferatu llamada, la hora de Maramures para destruir Boris y tomar su posición en la sociedad vampírica. El conflicto divide la sociedad vampírica a la mitad. Marta y Víctor traicionan Boris y de equipo con Nosferatu, mientras Godzila, Barto, y Rodrigo optan por permanecer leal. Zeca es el único vampiro que elige para proteger a los seres humanos. En la batalla final, Marta y Víctor son destruidos por Boris, pero las heridas mortalmente Nosferatu Rodrigo, Godzilla y Boris. Zeca destruir Nosferatu con la ayuda del ángel Ezequiel.
Sin embargo, Bóris muere en los brazos de Zeca y su muerte levanta la maldición de los vampiros convertidos por él. Zeca se convierte en humano de nuevo junto con Godzilla, Barto, Lara y Armando. Para salvar la vida de Rodrigo, Mina le muerde, convirtiéndolo en un vampiro, y juntos tomar Pandora, Amélie y Petra Petra Van a "vivir" en Transilvania. Tras el final, se revela Bóris ha sobrevivido a su muerte.

## Elenco
| Actor                 | Personaje                                |
| --------------------- | ---------------------------------------- |
| Kayky Brito           | José Carlos Gonçalves (Zeca)             |
| Tarcísio Meira        | Duque Bóris Vladescu / Igor Pivomar      |
| Flávia Alessandra     | Lívia Gonçalves                          |
| Flávia Alessandra     | Princesa Cecília de Alencastro (1ª fase) |
| Marco Ricca           | Augusto dos Anjos                        |
| Alexandre Borges      | Rodrigo Matos                            |
| Cláudia Raia          | Mina D'Montmatre                         |
| Júlia Lemmertz        | Marta Brummer (Marta Morta)              |
| Cecília Dassi         | Beatriz Brummer dos Anjos (Bia)          |
| Deborah Secco         | Lara Assis                               |
| Gabriel Braga Nunes   | Victor Victório                          |
| Bianca Castanho       | Cícera Cabral (Ciça)                     |
| Mario Frias           | Roger Rocha                              |
| Glória Menezes        | Zoroastra Marques                        |
| Maytê Piragibe        | Lúcia Amado (Lucinha)                    |
| Celso Bernini         | Andrés ý Bananeiras Barata (Baratão)     |
| Eduardo Galvão        | Armando Bananeiras                       |
| Betty Gofman          | Amélie Jolie                             |
| Tato Gabus Mendes     | Bartolomé Van Burger (Bartô)             |
| Luis Gustavo          | Galileu Van Burger                       |
| Ana Rosa              | Telma Cabral                             |
| Ana Rosa              | Iolanda Cabral Van Burger                |
| Celso Frateschi       | Ezequiel                                 |
| Guilherme Piva        | Monstruo del Espejo / Rodolfo Roberto    |
| Rosane Gofman         | Dra. Petra Van Pretta                    |
| Tony Tornado          | Pedro Delgado (Godzilla)                 |
| Sérgio Menezes        | Dr. Carlos Delgado                       |
| Mário Schoembergher   | Rómulo Antunes (Prof. Antunes)           |
| Zezé Motta            | Nadir                                    |
| Cláudia Mauro         | Matilde                                  |
| Eloísa Mafalda        | Carmen Graciano                          |
| Maria Gladys          | Maria de la Gracia (Gracinha)            |
| Íris Bruzzi           | Mirtes Graciano                          |
| Thiago Farias         | Renato Pires / Renato Marques            |
| Guilherme Vieira      | Roberto Gonçalves Júnior (Júnior)        |
| Renata Nascimento     | Teresa Marques (Tetê)                    |
| Bernardo Castro Alves | Guilherme Brummer dos Anjos (Gui)        |
| Gabriel Azevedo       | Túlio                                    |
| Maria Clara Mattos    | Isaura                                   |

### Actuación especial
| Actor               | Personaje                            |
| ------------------- | ------------------------------------ |
| Thiago Lacerda      | Roberto Gonçalves (Beto)             |
| Thiago Lacerda      | Conde Rogélio Villar (1ª fase)       |
| Juliana Lohmann     | Pandora D'Montmatre                  |
| Eduardo Conde       | Rey Dagoberto de Alencastro          |
| Regina Remencius    | Reina Astrid de Alencastro           |
| Ney Latorraca       | Conde Nosferatu                      |
| Bianca Byington     | Laura Brummer dos Anjos              |
| Marcos Palmeira     | Jean Charles                         |
| Beth Goulart        | Marie Thompson                       |
| Dennis Carvalho     | Conde Drácula                        |
| Francisco Cuoco     | Nogueira                             |
| Deborah Evelyn      | Laura                                |
| Ana Lúcia Torre     | Dra. Sílvia                          |
| Jorge Fernando      | Barbosa                              |
| Alexandre Slavieiro | Motinha                              |
| Regina Braga        | Olga                                 |
| Sílvia Bandeira     | Vitória                              |
| Júlio Braga         | Guarujá                              |
| Mário César Camargo | Detective Richard                    |
| Fábio Sabag         | Dr. Eulálio                          |
| Felipe Martins      | Breguete                             |
| Francisca Queiroz   | Elvira                               |
| André Valli         | Osíris                               |
| Betina Vianny       | Madre Teresa                         |
| Carlos Gregório     | Dr. Maurício                         |
| Clara Garcia        | Lidiane                              |
| Gésio Amadeu        | Gentil                               |
| Jaime Leibovitch    | Padre Inácio                         |
| Sérgio Viotti       | Padre Ambrósio                       |
| Luma Costa          | Letícia                              |
| Lívia Rossi         | María del Socorro                    |
| Gaspar Filho        | Príncipe Ranulfo de Alencastro       |
| Luiz Mazullo        | Príncipe Manfredo de Alencastro      |
| Jonathan Lombelo    | Guinho                               |
| Magda Torres        | Ilse                                 |
| Evelyn Raposo       | María de la Concepción               |
| Michelle Martins    | Bárbara                              |
| César Perez         | Betinho                              |
| Renata Lima         | Enfermera                            |
| Carol Kapfer        | Voz de Pandora en el vientre de Mina |